# Divisió de Rae Bareli
La divisió de Rae Bareli fou una entitat administrativa de les Províncies del Nord-oest formada per tres districtes i amb capital a Rae Bareli. Els tres districtes eren:
- Districte de Rae Bareli
- Districte de Sultanpur
- Districte de Partabgarh

El 1901 apareix repartida entre la divisió de Lucknow (districte de Rae Bareli) i la divisió de Faizabad (els altres dos).